# Gilmour Space Technologies
Gilmour Space Technologies is een Australisch bedrijf in de ruimtevaartsector. Het produceert de lichte draagraket Eris.